# Hadena adustaeoides
Hadena adustaeoides är en fjärilsart som beskrevs av Draeseke 1928. Hadena adustaeoides ingår i släktet Hadena och familjen nattflyn. Inga underarter finns listade i Catalogue of Life.